# Hans von Thümmel

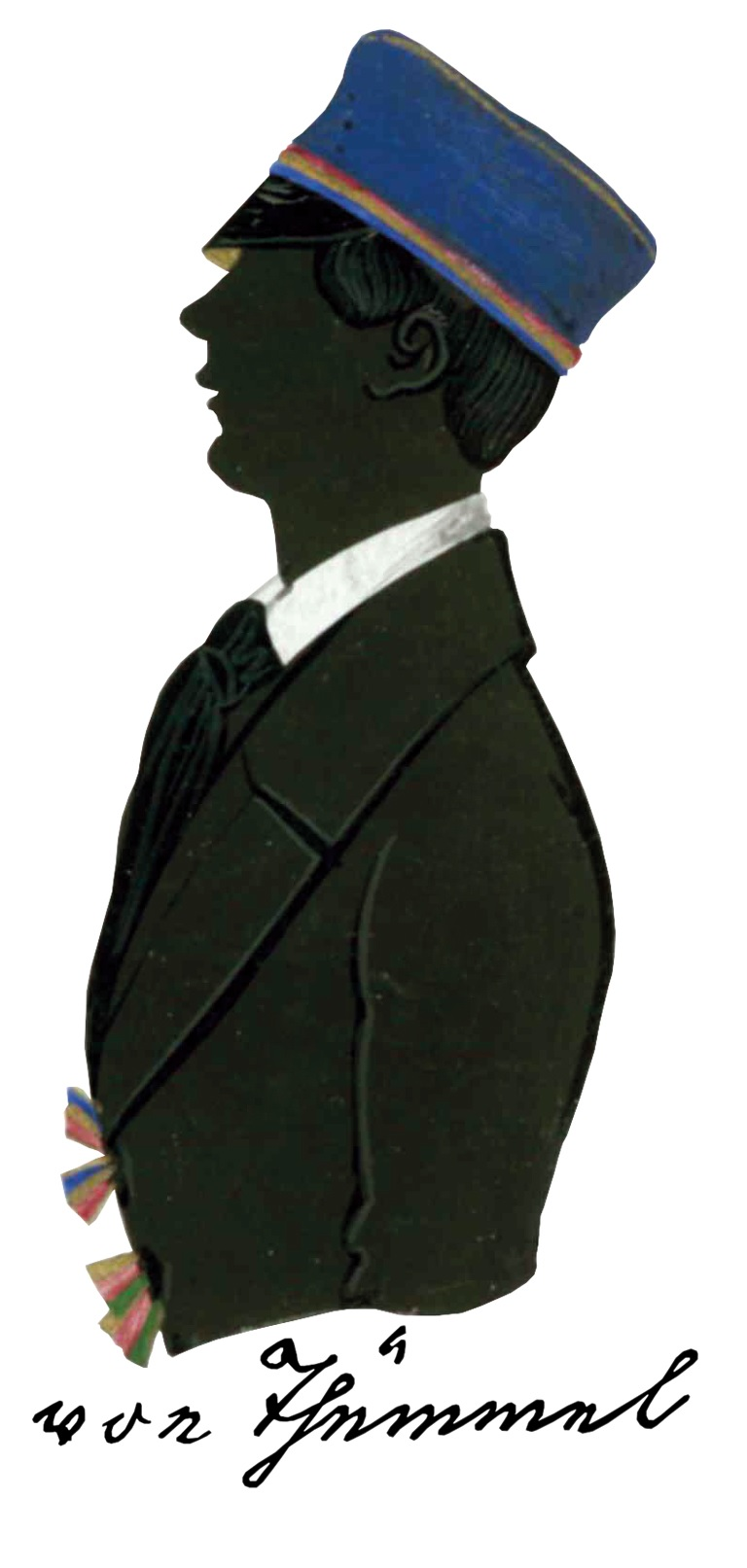
Hans von Thümmel

Julius Hans von Thümmel (* 25. Mai 1824 in Gotha; † 12. Februar 1895 in Dresden) war ein deutscher Verwaltungsjurist und Ministerialbeamter im Königreich Sachsen. Er war Finanzminister und Vorsitzender des Gesamtministeriums.

## Leben
Thümmel war Sohn des Oberforstmeisters Ernst von Thümmel († 1838) und Enkel des Ministers Hans Wilhelm von Thümmel. Er immatrikulierte sich an der Universität Jena für Rechtswissenschaft und wurde 1845 im Corps Franconia Jena aktiv. Als Inaktiver wechselte er an die Ruprecht-Karls-Universität Heidelberg und die Universität Leipzig. Mit Konstantin von Wangenheim wurde er am 29. Juni 1847 vom CC des Corps Lusatia Leipzig als Ehrenmitglied alter Art recipiert. Nach erfolgreichem Abschluss seines Studiums trat er in den sächsischen Staatsjustizdienst. 1859 wurde er zum Vortragenden Rat und Abteilungsdirektor im Finanzministerium ernannt. In dieser Funktion war er an der Aushandlung und Unterzeichnung der Handels- und Zollverträge in den 1860er Jahren  beteiligt. Mit dem Titel Geheimer Finanzrat war er ab 1867 Bevollmächtigter des Königreichs Sachsen zum Bundesrat des Norddeutschen Bundes. Am 17. März 1890 wurde er als Nachfolger von Léonçe von Könneritz zum sächsischen Finanzminister ernannt. Mit Wirkung zum 1. Januar 1892 übernahm er zudem die Nachfolge des verstorbenen Vorsitzenden des Gesamtministeriums Karl von Gerber. Beide Ämter hatte er bis zu seinem Tod im Februar 1895 inne. Er wurde auf dem Friedhof in Nöbdenitz beigesetzt.

## Ehrungen

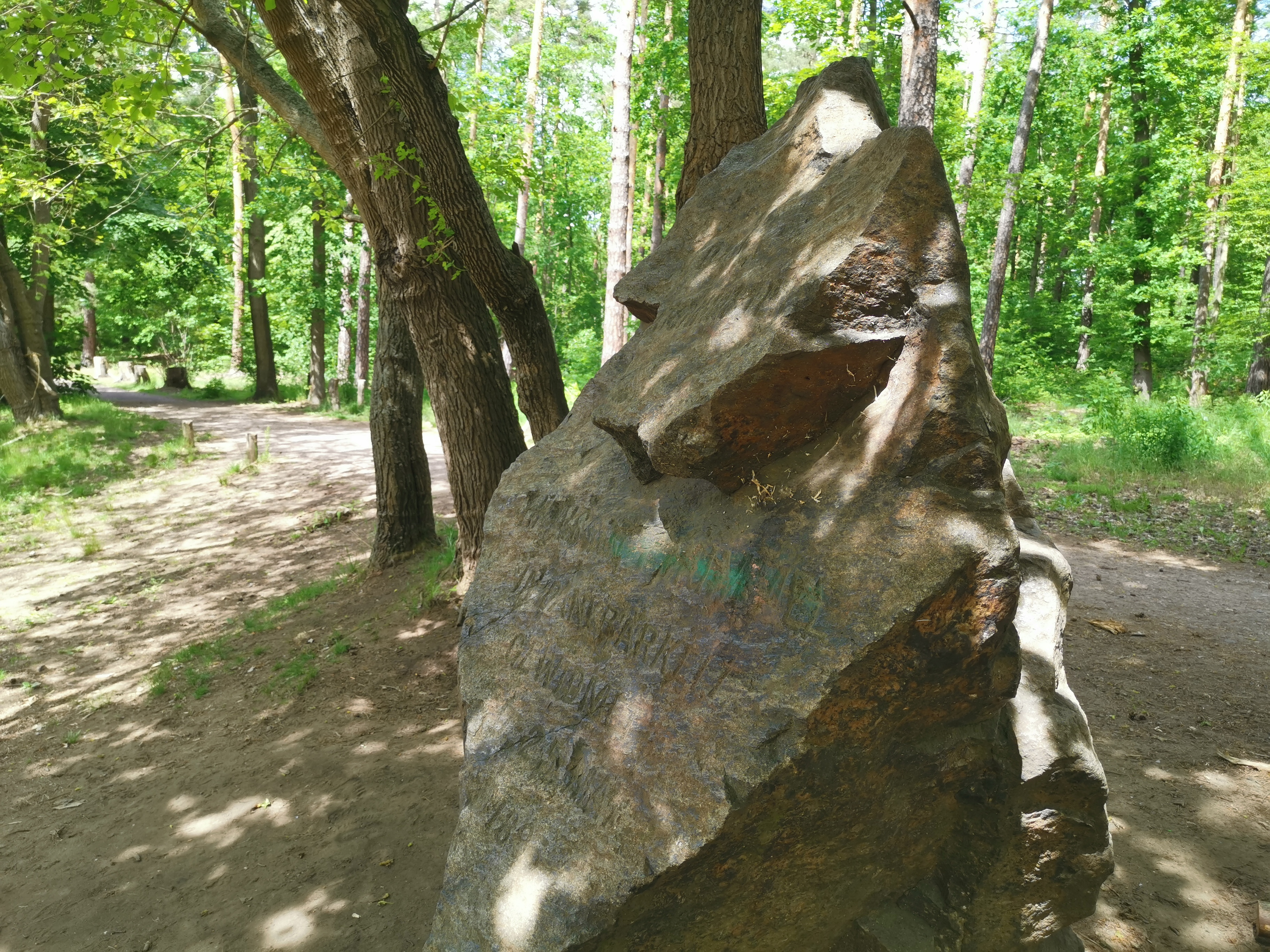
Denkmal in der Dresdner Heide

- Königlicher Kronen-Orden (Preußen) II. Klasse (1863)
- Komtur des Franz-Joseph-Ordens (1863)
- Roter Adlerorden II. Klasse mit Stern (1865)
- Reußisches Ehrenkreuz I. Klasse (1878)
- Großkreuz des Albrechts-Ordens (1884)
- Orden der Eisernen Krone (Österreich) (1885)
- Großkreuz vom Zivilverdienstorden (Sachsen)